# Цехановецкий, Болеслав Павлович
Болеслав Павлович Цехановецкий (1857—1917) — действительный статский советник, Иркутский вице-губернатор, Пермский вице-губернатор (1901—1904), Смоленский вице-губернатор, Уфимский губернатор (с 27 июня по ноябрь 1905 г.). 

## Биография
Из потомственных дворян Витебской губернии. По окончании курса в Императорском училище правоведения, с чином титулярного советника был определён на службу в департамент министерства юстиции и был откомандирован для занятий в первое отделение третьего департамента Правительствующего Сената в мае 1878 года. В следующем году переведен на службу в министерство финансов и командирован для занятий к юрисконсульту министерства. С 1881 года состоял чиновником особых поручений министерства финансов. С 7 мая 1883 года был полоцким уездным предводителем дворянства и председателем Полоцкого уездного по крестьянским делам присутствия, а также почетным мировым судьёй Лепельского округа. Затем 13 августа 1892 года Б. П. Цехановецкий назначен непременным членом Таврического губернского присутствия, в какой должности и состоял до 12 июля 1897 года, когда состоялся Высочайший приказ о назначении его иркутским вице-губернатором. В бытность свою на этом посту продолжительное время исправлял должность иркутского губернатора; в декабре 1898 года назначен был почетным мировым судьёй округа Иркутского окружного суда на трёхлетие; 1 января 1901 года "Всемилостивейше" пожалован в чин действительного статского советника.
Пермским вице-губернатором был перемещён 21 сентября 1901 года. Во время прохождения службы в этой должности несколько раз исправлял должность пермского губернатора. 14 июля 1902 года был избран общим собранием членов отдела пермского местного управления Красного Креста товарищем председателя этого управления.
27 ноября 1903 года получил Всемилостивейшее соизволение на предоставление права ношения «Знака отличия 24 ноября 1866 года» за поземельное устройство государственных крестьян; 1 января 1901 года был Высочайше награждён орденом св. Владимира 3-й степени.
Высочайшим приказом по гражданскому ведомству 20 января 1904 года перемещён смоленским вице-губернатором. Общим собранием Смоленского отдела Российского Общества по покровительству животным 4 апреля 1904 года избран председателем отдела.
Высочайшим приказом по гражданскому ведомству от 16 апреля 1904 года назначен почетным мировым судьёй Лепельского уезда на трёхлетие с 1 апреля 1902 года, с оставлением в занимаемой должности. Общим собранием членов Смоленского Императорского Российского Общества спасения на водах единогласно избран председателем Смоленского окружного правления. Именным Высочайшим указом, данным Правительствующему Сенату 27 июня 1905 года Цехановецкому Всемилостивейше повелено быть Уфимским губернатором.

## Сочинения
- Ciechanowiecki.  Episodes de la Crise Revolutionnaire Russe. 1921.